# Grabbers
Grabbers és una pel·lícula de monstres de comèdia de terror del 2012 dirigida per Jon Wright i escrita per Kevin Lehane. Una coproducció d'Irlanda i el Regne Unit, la pel·lícula és protagonitzada per Richard Coyle, Ruth Bradley, Bronagh Gallagher i Russell Tovey entre un repartiment d'actors irlandesos.
Grabbers rs va estrenar al Festival de Cinema de Sundance el 2012, i va rebre crítiques majoritàriament positives quan es va estrenar.

## Argument
El Garda Ciarán O'Shea (Richard Coyle), un alcohòlic, inicialment es molesta amb la seva nova parella, la garda Lisa Nolan (Ruth Bradley), una addicta al treball que busca impressionar els seus superiors oferint-se com a voluntària per a un servei temporal en una remota illa irlandesa. Després de descobrir cadàvers de balenes mutilats, la comunitat tranquil·la s'adona lentament que estan sota l'atac d'uns alienígenes tentaculars xucladors de diverses mides que provenien d'una bola de llum verda que va caure del cel, batejant-los com "Agafadors" (Grabbers). Quan Paddy (Lalor Roddy), el borratxo del poble, sobreviu inexplicablement a un atac, l'ecologista marí local, el Dr. Smith (Russell Tovey), teoritza que el seu alt contingut d'alcohol en sang va resultar tòxic per als agafadors, que sobreviuen amb sang i aigua. O'Shea contacta amb el continent, però una tempesta que s'acosta impedeix qualsevol escapada o ajuda. El grup també s'adona que la pluja permetrà que el gran Grabber mascle restant es mogui per l'illa. Buscant mantenir la calma a la ciutat, Nolan i O'Shea organitzen una festa al pub local, amb la intenció de mantenir segurs els residents de l'illa però sense saber el perill. Inicialment dubtant a unir-se a una celebració quan no es pot oferir una bona raó, la gent està d'acord amb entusiasme quan Brian Maher (David Pearse), el propietari del pub, ofereix begudes gratuïtes. O'Shea s'ofereix per mantenir-se sobri perquè pugui coordinar les defenses de la ciutat, i tots els altres s'emborratxen.
En un estupor borratxo, Nolan revela que ha vingut a l'illa per escapar de l'ombra de la seva germana més afavorida. Quan estan sols en un cotxe de la brigada, Nolan confessa a O'Shea que té sentiments per ell tot i rebutjar els seus avenços abans. Smith vaga fora del pub i intenta fer una foto de la bèstia, raonant que el seu estat d'embriaguesa el protegirà de ser menjat. En canvi, el monstre el llança a l'aire i el mata. Nolan i O'Shea s'escapen al pub, on intenten protegir la gent del poble. En Nolan, borratxo, revela el perill que corren mentre intenta tranquil·litzar a tothom que res no els intenta matar. Presos de pànic, es retiren al segon nivell del pub i els agafadors de nadons es fan càrrec del primer pis. Nolan incendia accidentalment el pub mentre intenta escapar, però ella i O'Shea aconsegueixen cridar l'atenció de l'adult.
O'Shea i Nolan condueixen a un lloc de construcció i el monstre els segueix. Allà, esperen encallar el monstre a terra seca, ja que necessita aigua per sobreviure. Abans que puguin posar una trampa amb èxit, el monstre arriba i ataca O'Shea. Encara que està ferit, sobreviu a l'atac, i Nolan utilitza l'equip de construcció pesat per muntar un contraatac, fixant-lo a la base d'un pou. El monstre agafa l'O'Shea, però abans de menjar-se'l, s'aboca una ampolla de poitín de Paddy a la boca, emmalaltint-la i fent que l'alliberi. A continuació, Nolan encén explosius propers amb una pistola de bengales, matant el Grabber. Quan la tempesta s'aclareix, O'Shea llença el seu flascó i tornen a la ciutat. Desconegut per tothom, hi ha més ous de Grabber enterrats a la platja i estan a punt d'eclosionar.

## Repartiment
- Richard Coyle com a Garda Ciarán O'Shea
- Ruth Bradley com a Garda Lisa Nolan
- Russell Tovey com el Dr. Smith
- Lalor Roddy com a Paddy Barrett
- David Pearse com a Brian Maher
- Bronagh Gallagher com a Una Maher
- Pascal Scott com el Dr Jim Gleeson
- Ned Dennehy com a Declan Cooney
- Clelia Murphy com Irene Murphy
- Louis Dempsey com a Tadhg Murphy
- Stuart Graham com a patró
- Micheál Ó Gruagáin com el Pare Potts
- Darran Watt com a Tommy (Islander)

## Alliberament
La pel·lícula es va estrenar al Festival de Cinema de Sundance de 2012 i es va projectar al Festival Internacional de Cinema d'Edimburg el juny de 2012. La pel·lícula va continuar amb la seva projecció de festivals arreu del món al Festival Internacional de Cinema de Karlovy Vary, Taormina Film Fest , FanTasia, PIFAN, Sitges, Toronto After Dark Film Festival, Strasbourg European Fantastic Film Festival, London FrightFest Film Festival i va celebrar la seva estrena irlandesa el juliol de 2012 com a pel·lícula d'obertura de la 24a edició de Galway Film Fleadh.

## Recepció

### Resposta crítica
A Rotten Tomatoes, la pel·lícula té un índex d'aprovació del 72% basat en les ressenyes de 32 crítics, amb una valoració mitjana de 6,23/10. A Metacritic té una puntuació de 62 sobre 100 basada en crítiques de 12 crítics, que indiquen "crítiques generalment favorables". Damon Wise, de la revista cinematogràfica Empire, la va descriure com "una pel·lícula de monstres romàntica però sorprenentment espantosa que sembla una pel·lícula perduda d'Amblin, sacsejada i agitada amb una mica de L'irlandès... un homenatge finament elaborat a un estil de cinema perdut durant molt de temps [que] també es manté per si mateix." Matt Glasby de Total Film la va puntuar amb 3/5 estrelles i la va anomenar "un puré de monstres irlandesos brillants que compta amb una fotografia magnífica, actuacions atractives i un gran SFX". Gareth Jones de DreadCentral la va puntuar amb 4/5 estrelles i va dir: "és un infern de una bona estona que ofereix moltes rialles, personatges i actuacions excel·lents i grans monstres viscosos." Jordan Hoffman del canal de cable estatunidenc IFC va resumir la pel·lícula com "un joc deliciós", mentre que Upcoming Movies en va donar quatre estrelles i la va anomenar una "pel·lícula de mostres divertida com a muntanya russa" amb una "barreja de rialles i ensurts". Robbie Collin de The Daily Telegraph la va anomenar una "pel·lícula B irlandesa apreciable... amb una premissa immillorable".
Kim Newman de Screen Daily va dir de la pel·lícula: "El guió intel·ligent de Kevin Lehane és prou astut com per esquivar les expectatives dels fans que podrien pensar que saben com les pel·lícules se suposa que es projectaran, mentre que els monstres estan tan ben realitzats com qualsevol cosa en produccions molt més costoses." Donald Clarke de The Irish Times va dir, "Grabbers té una atmosfera pròpia: l'humor és terrós sense ser paternalista; les seqüències d'acció són alhora absurdes i realment emocionants." Peter Bradshaw de The Guardian va puntuar la pel·lícula amb 3/5 estrelles i la va descriure com "una simpàtica i tècnicament impressionant comèdia de terror" que és "fantàsticament ximple, sovint divertida". Sam Adams de The A.V. Club va puntuar la pel·lícula B− i va criticar el clímax de la pel·lícula com "una decepció" i "imitació barata" en comparació amb la "paròdia afilada" de la primera meitat. Marc Mohan de The Oregonian la va qualificar de C− i la va anomenar "una pel·lícula unidimensional i de broma." En una ressenya negativa per a Variety, Dennis Harvey va qualificar la pel·lícula de polida i visualitzable, però va criticar l'escriptura com a "cosa bastant tèbia i mitjana". Nigel Andrews del Financial Times la va puntuar amb 1/5 estrelles i va dir: "Per a una comèdia de terror necessitava una mica de comèdia i una mica d'horror".

### Reconeixements
Al Festival Internacional de Cinema d'Edimburg, es va anunciar com un dels "Best of the Fest" de la programació de 2012.Al Festival de Cinema Fantàstic Europeu d'Estrasburg, va guanyar el Premi del Públic a la Millor Pel·lícula, i al NIFFF, va guanyar dos premis: el Premi del Públic a la millor pel·lícula i el Premi Titra Film.
La pel·lícula va obtenir dues nominacions als Fangoria Chainsaw Award 2014 al millor guió per Kevin Lehane i a la millor criatura/FX per Shaune Harrison i Paddy Eason. També va ser nominada al premi Writers' Guild of Great Britain a la millor primera pel·lícula per Kevin Lehane així com per a quatre IFTAs als Irish Film and Television Awards del 2013. Bronagh Gallagher a la millor actriu secundària, Kevin Lehane al millor guió, els productors David Collins i Martina Niland de Samson Films, juntament amb Forward Films i High Treason Productions van ser nominades a la millor pel·lícula i Ruth Bradley va ser nominada i guanyada a la millor actriu.